# Landini (azienda)
La Landini è una storica fabbrica di trattori agricoli, fondata a Fabbrico in Emilia-Romagna nel 1884. Negli anni trenta del XX secolo divenne la principale fabbrica di trattori agricoli italiana, superando la FIAT. Fa parte di Argo Tractors, a sua volta controllata dal Gruppo Industriale Argo.

## Storia
La Landini trattori fu fondata nel 1884 da Giovanni Landini (nato a Reggio Emilia nel 1859), sotto la denominazione di Fabbrica di Attrezzi Agricoli ed Enologici.
Inizialmente la produzione dell'impresa riguardò macchinari a vapore come le locomobili, ma nel 1910 Giovanni Landini costruì il suo primo motore fisso a testa calda.
L'idea non è del tutto originale, in quanto i motori di questo genere sono già stati impiegati all'estero, particolarmente in costruzioni navali. Landini, tuttavia, ha il merito di applicare, primo in Italia, questa soluzione a macchinari per uso agricolo.

### Trattori a testa calda

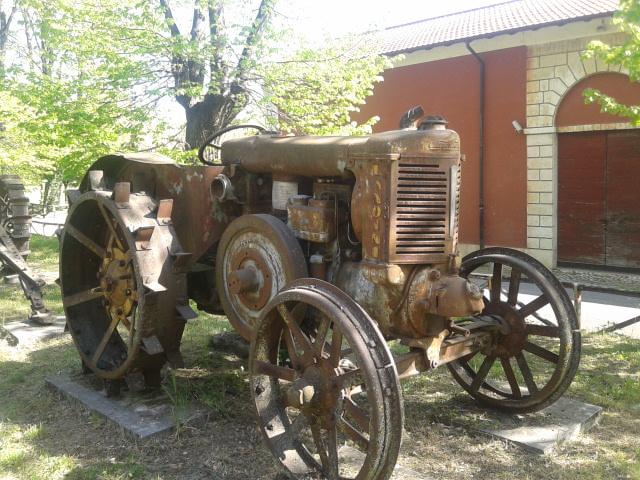
Super Landini a testa calda esposto nella villa Torlonia di Avezzano

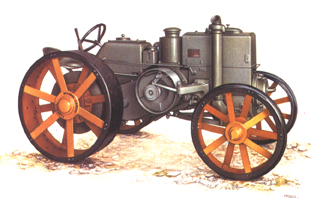
Landini 25/30 HP.

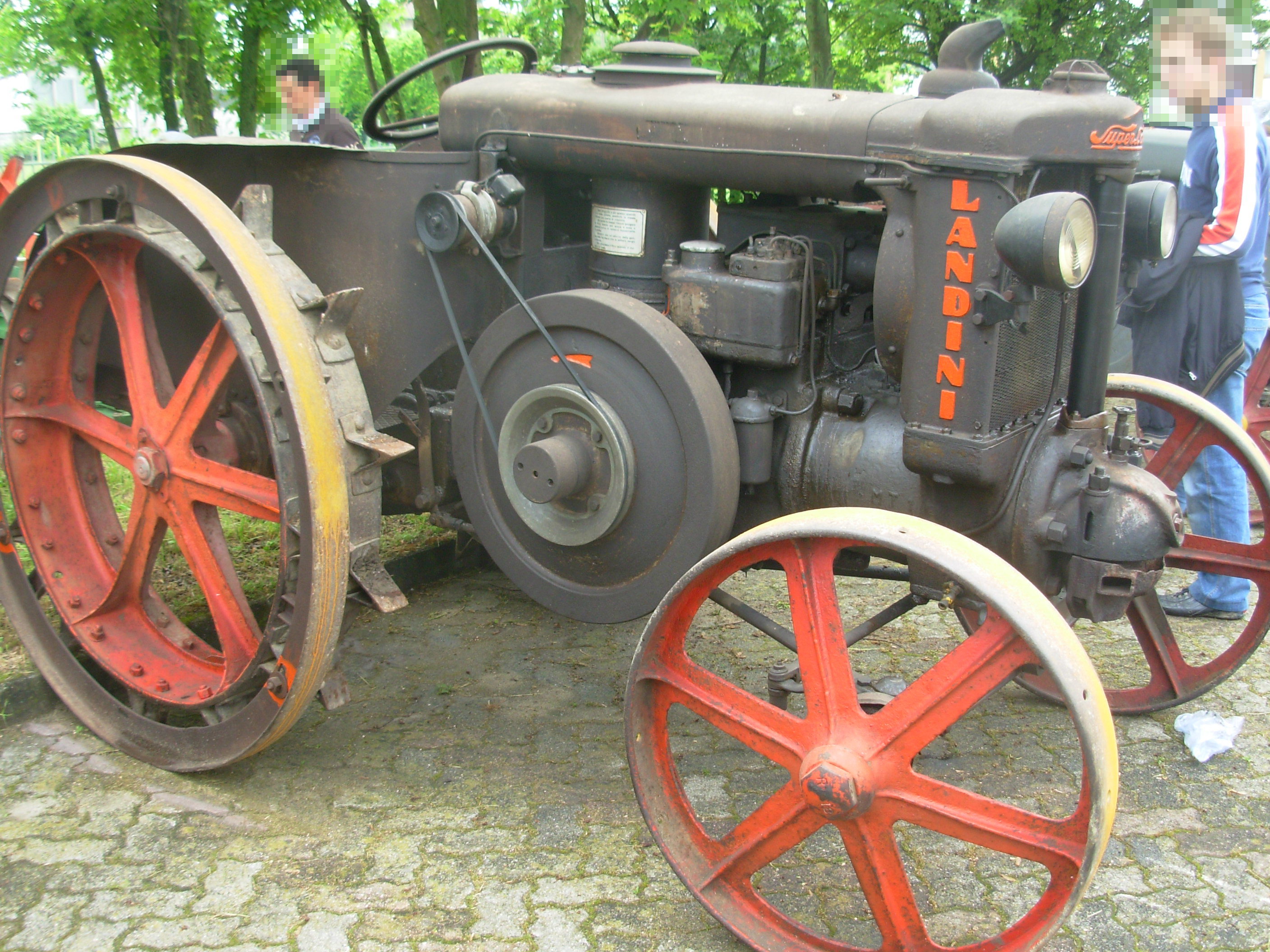
Super Landini.

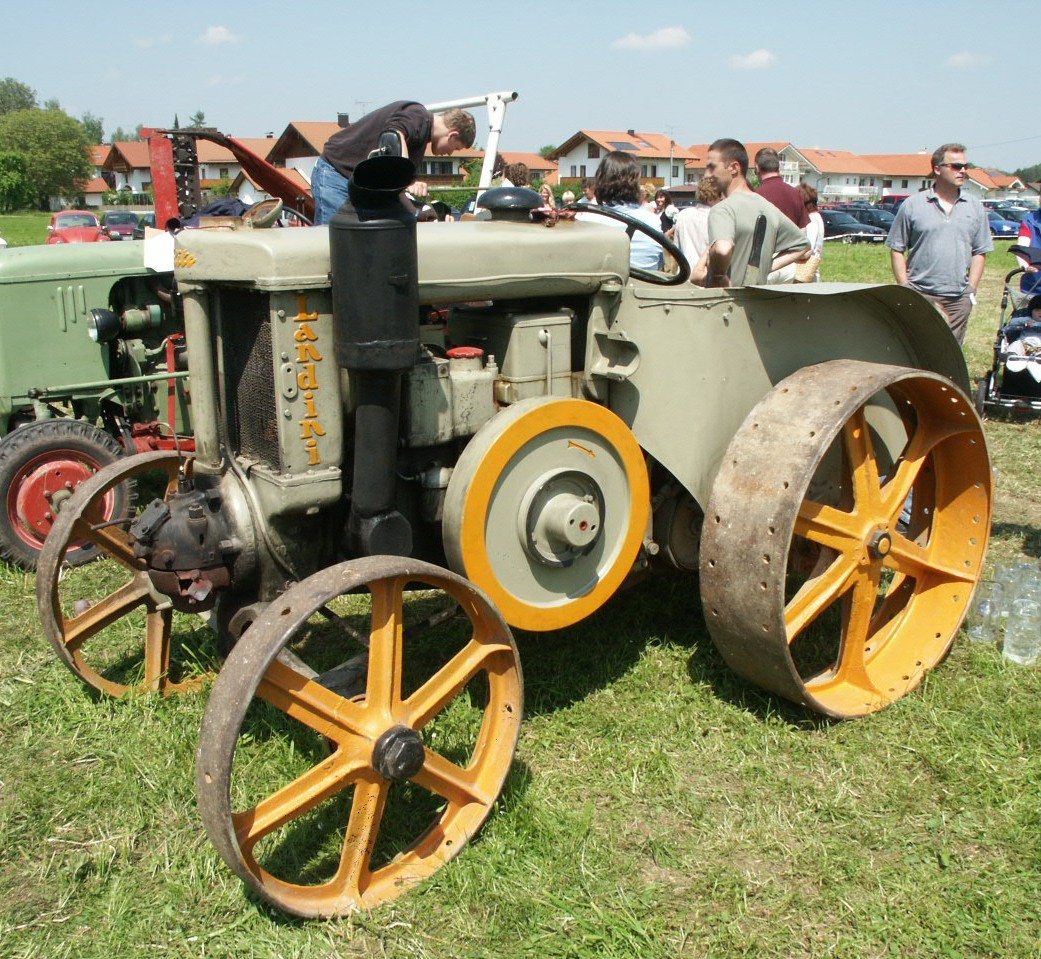
Landini Vélite.

Nel 1924 il motore monocilindrico a testa calda viene applicato al prototipo del trattore 25/30 HP, con risultati incoraggianti, infatti la macchina si rivela affidabile e robusta. Nel 1932 entra in produzione il modello 40 HP, rivolto alle grandi aziende terriere, come il 25/30 HP è dotato di un sistema di raffreddamento del motore per evaporazione dell'acqua.

Nel 1934 viene messo in produzione il Super Landini e il nuovo trattore si rivela un grande successo commerciale; con 48 cavalli è il più potente trattore dell'epoca di produzione nazionale, e tale resterà fino al primo dopoguerra. 
Gli unici a produrre modelli di potenza pari o leggermente superiore sono gli Statunitensi, ma i loro prodotti sono più pesanti e afflitti da scarsa affidabilità e, in particolare, hanno la tendenza a spegnersi.
Considerata la macchinosità della procedura atta ad avviare un motore a testa calda, la macchina Landini viene quindi preferita.
Nel 1935 viene posto in produzione un modello più piccolo, il Vélite, con 25 CV di potenza e un peso di soli 2300 kg, più flessibile come utilizzo e meno "impegnativo".
Il Vélite, così chiamato rifacendosi al titolo che Mussolini dava a chi si era distinto nella battaglia del grano, conosce un grande successo di vendita.

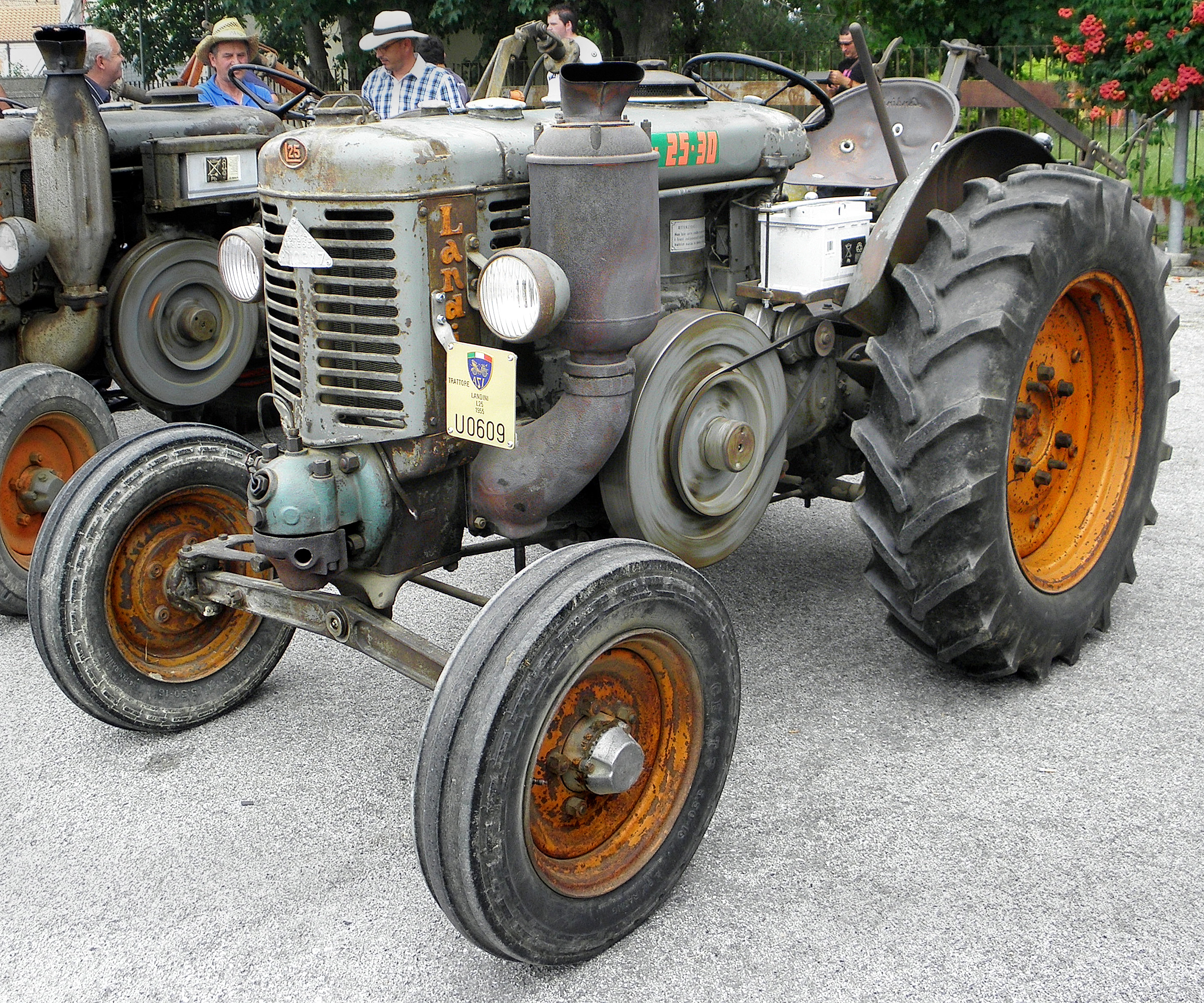
Landini L25.

Il Vélite incontra un successo insperato, permettendo all'impresa reggiana di divenire la prima produttrice di trattori agricoli in Italia, e sprona Landini a mettere in produzione un modello intermedio, il Bufalo da 38 CV. che tuttavia non incontra il successo dei precedenti.
Negli anni cinquanta viene prodotta una nuova gamma di testa calda, dal più piccolo L25 via via sino al grosso L55 il più potente mai costruito.
Nonostante al giorno d'oggi il motore testa calda sia stato soppiantato in favore di motori a ciclo Diesel con maggior rendimento e più gestibili, i testa calda Landini restano comunque molto amati dagli appassionati di trattori e dell'ambiente agricolo, sono un simbolo, tanto da divenire in breve un vero oggetto da collezione molto ambito.

#### Testa calda prodotti

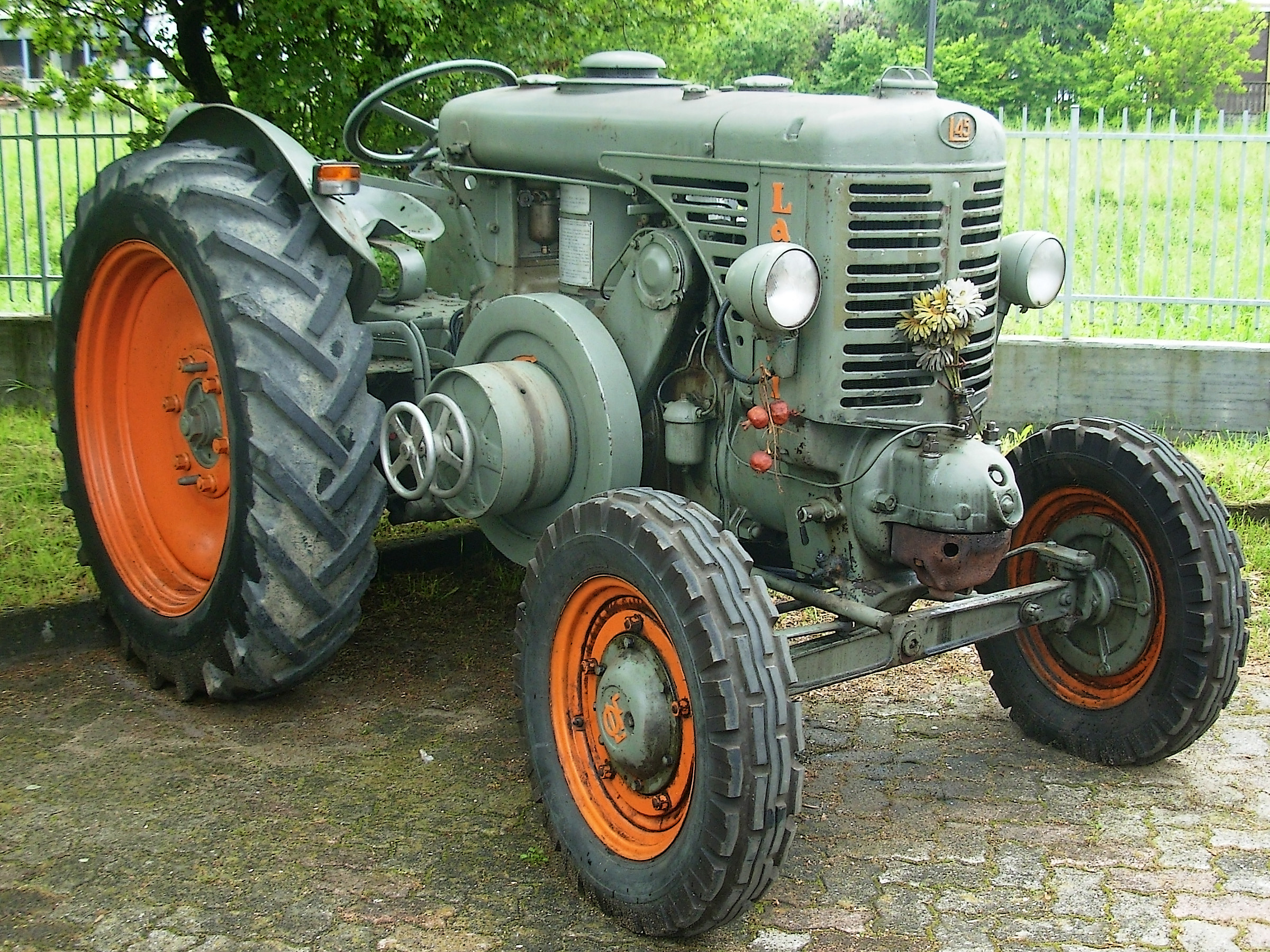
Landini L45

I trattori testa calda prodotti dalla Landini nell'arco di trenta anni sono stati:
| Modello       | Periodo di produzione | Cilindrata (cm³) | Alesaggio x corsa | Potenza  | Potenza max alla puleggia | giri/min | Peso     | Note                    |
| 25/30 HP      | 1927-1932             | 11.800           |                   | 25-30 CV |                           | 320      | 2.200 kg |                         |
| 40 HP         | 1932-1937             | 14.327           | 260 × 270 mm      | 40 CV    |                           | 500      | 3.300 kg |                         |
| Super Landini | 1934-1954             | 12.208           | 240 × 270 mm      | 40 CV    | 48 CV                     | 620      | 3.650 kg | 45-50 CV nella II serie |
| Vélite        | 1935-1954             | 7.222            | 200 × 230 mm      | 25 CV    | 30 CV                     | 720      | 2.300 kg | 28-32 CV nella II serie |
| BL 40 Bufalo  | 1940-1950             | 9.118            | 220 × 240 mm      | 35 CV    | 40 CV                     | 720      | 2.650 kg |                         |
| L25           | 1950-1959             | 4.312            | 170 × 190 mm      | 25 CV    | 30 CV                     | 880      | 1.600 kg |                         |
| L45           | 1950-1964             | 9.503            | 220 × 240 mm      | 45 CV    | 50 CV                     | 720      | 3.100 kg |                         |
| L35           | 1953-1960             | 7.222            | 200 × 230 mm      | 35 CV    | 40 CV                     | 730      | 2.600 kg |                         |
| L55           | 1954-1962             | 11.309           | 240 × 250 mm      | 55 CV    | 60 CV                     | 740      | 3.500 kg |                         |
| 30            | 1957-1960             | 4.312            | 170 × 190 mm      | 25 CV    | 30 CV                     | 880      | 1.600 kg |                         |
| 44 Major      | 1957-1963             | 7.966            | 210 × 230 mm      |          | 44 CV                     | 730      | 2.700 kg |                         |
| 35/8          | 1959-1963             | 4.312            | 170 × 190 mm      |          | 32 CV                     | 940      | 1.600 kg |                         |

### Dagli anni sessanta in poi

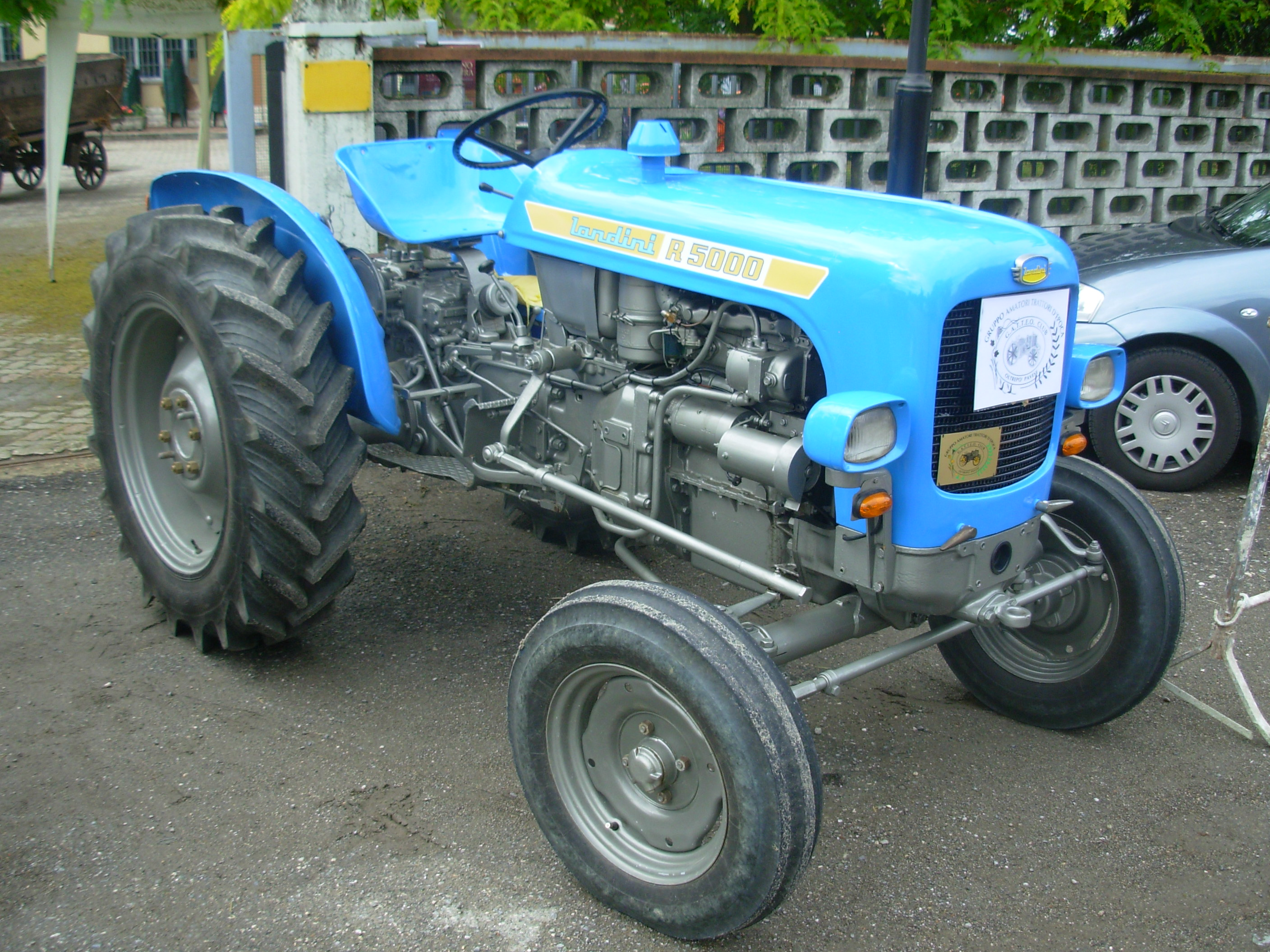
Landini R5000

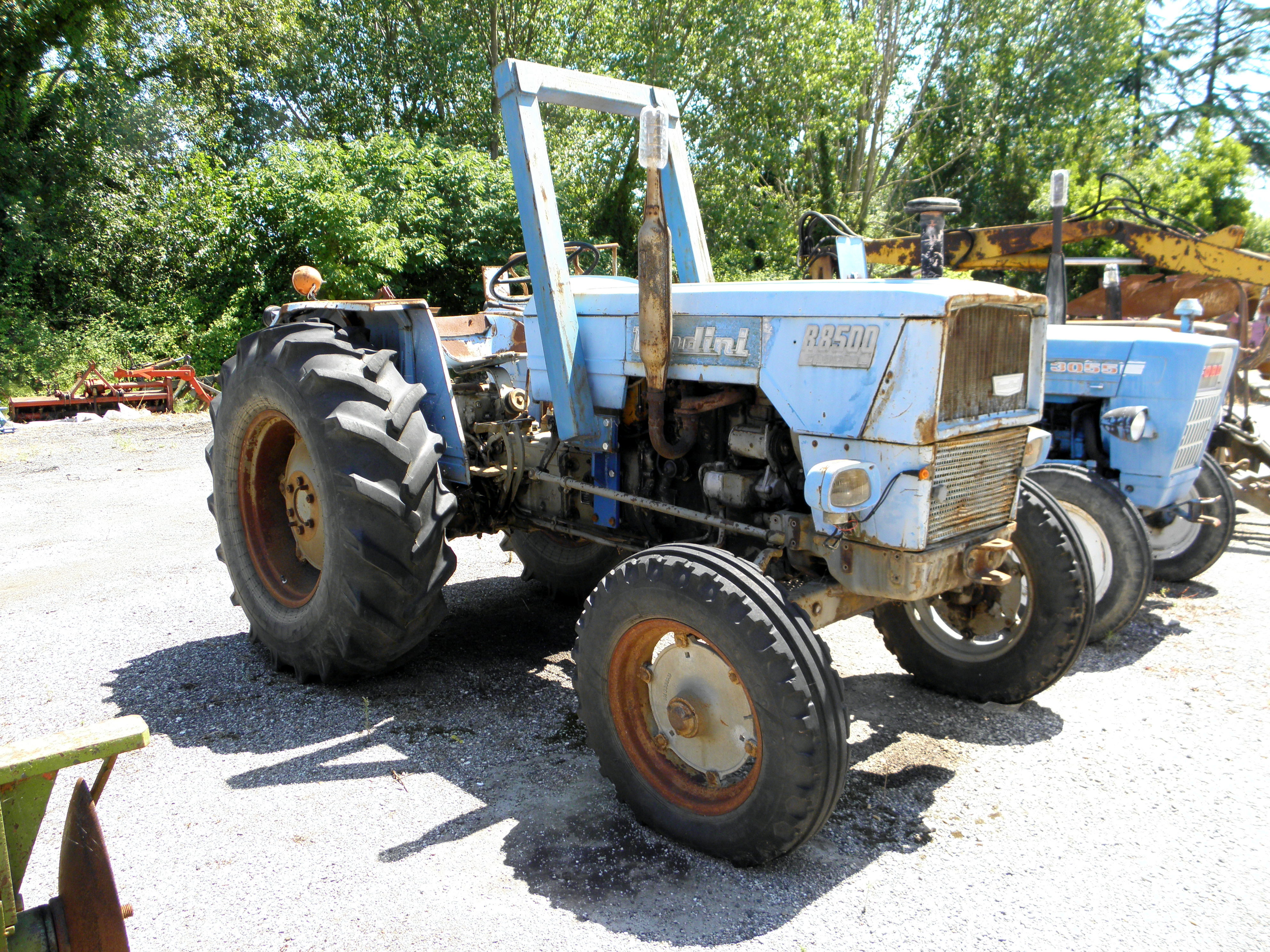
Landini R 8500 Special.

Nel dopoguerra la disponibilità di carburanti di migliore qualità sprona la Landini a valutare la possibilità di abbandonare i motori a testa calda a favore dei diesel veloci, di più facile manutenzione. Nel 1957 viene formalizzato un accordo con la Perkins Engines di Peterborough per la produzione su licenza dei motori inglesi che ancora oggi, debitamente sviluppati, equipaggiano la gamma di trattori.
La gamma dei trattori Landini si espande sempre più, e dal 1959 inserisce anche i cingolati con il modello C35. In questi anni i modelli più venduti sono la Landinetta del 1956, primo trattore di piccole dimensioni equipaggiato con il nuovo motore diesel monocilindrico a due tempi con potenza dai 15 ai 18CV, il R50 del 1957 con una potenza di 50CV e il R4000 del 1960 sviluppante 40CV. Nel 1959 la Landini venne acquistata dalla multinazionale Massey Ferguson entrando così in una compagnia mondiale del settore, acquisendone cultura e tecnologia mantenendo inalterato il marchio e i caratteristici colori.
A partire dal 1968 l'impresa di Fabbrico si inserisce nel segmento macchine movimento terra ad alta potenza, con l'apertura dello stabilimento di Aprilia. Nel 1973 vengono presentati i modelli 5500, 6500, 7500 e 8500 provvisti del rivoluzionario cambio 12+4. Il 1977 segna un'altra tappa importante nella storia dell'impresa, con la messa in produzione della serie Large, primo trattore europeo con potenza superiore ai 100 cv e con posto di guida su piattaforma sospesa.
Nel 1982 inizia la produzione dei modelli specializzati per frutteto. In questo segmento di mercato Landini detiene ad oggi la leadership mondiale, con circa il 35% di quota. Tra il 1982 ed il 1984 fu lanciata sul mercato la Serie 30. I modelli furono il 4830, 5830, 6830, 7830 e 8830. Nel 1986 viene lanciata la serie "Vigneto", che completando la serie delle macchine specialistiche, rende lo stabilimento di Fabbrico fornitore esclusivo anche per il marchio Massey Ferguson di tutti i trattori specialistici sia a ruote che a cingoli.
Nel 1988 lo stabilimento di Fabbrico tocca quota 13.000 unità vendute, grazie soprattutto alla gamma intermedia. Nello stesso anno lanciò della nuova serie 60, 70 e 80 di media potenza con cambio 24+12. Tra il 1986 ed il 1989 è stata aggiornata la Serie 10000 Large con il 10000s MKII (105 cv) il 13000 MKII (130 cv) ed il 14500 MKII TURBO (145 cv). Nel 1989 Massey Ferguson cede il 66% della quota di Landini, nel tentativo di ripianare i suoi problemi finanziari e nel 1991 viene aperta una filiale in Francia, la Landini Tracteurs S.A.

### 1994, il nuovo corso
Nel 1994 la Landini diviene parte del Gruppo ARGO S.p.a., di proprietà della famiglia Morra.
Il nuovo piano industriale sembra funzionare e il numero di trattori venduti si incrementa del 30% rispetto all'anno precedente.
Tra il 1994 e il 1996 avvengono una serie di importanti accordi commerciali.
In primo luogo l'accordo con ISEKI, poi l'acquisizione della Valpadana S.p.a. (piccola meccanizzazione agricola), e infine il riammodernamento e riorganizzazione delle linee produttive per far fronte all'aumentata domanda e la costruzione di uno stabilimento per la produzione di ingranaggi e per le lavorazioni meccaniche presso la fabbrica di San Martino in Rio, dove nel frattempo si sono superate le 14.000 unità prodotte.
Nel 1997 apre l'importatore spagnolo Landini Iberica e la filiale Landini GmbH in Germania. Intanto viene presentata la nuova gamma Legend II in versione Top e Techno con cabina e posto guida totalmente rinnovati, anche la gamma di trattori specializzati advantage (noto l'85 ge) e la gamma Globus. Nel 1997 venne lanciata anche la Serie 80 Evolution (6880, 7880, 8880 e 9880). Le vendite dei trattori Landini raggiungono le 16.863 unità con un incremento pari al 7,5% rispetto all'anno precedente.
Dal 1998 viene anche attivata la procedura di controllo qualità aziendale e l'apertura del Landini Terminal, nuova struttura adibita allo stoccaggio e spedizione di prodotti finiti. Nello stesso anno vengono lanciate le nuove gamme Discovery e Mistral.
Nel 1999 la quota di mercato di Landini arriva al 5% e l'anno seguente vengono aperte filiali negli Stati Uniti, in Canada, in Australia e in Sudafrica.
Nel 2000 la Landini acquista dalla Case IH sia i diritti sul marchio McCormick sia la fabbrica di Doncaster. McCormick, di proprietà di Landini, entra automaticamente nel Gruppo ARGO S.p.A. Nel frattempo rinnova tutti i trattori compresi tra i 50 e i 100CV. Vengono presentate le nuove gamme di trattori con le serie Rex Frutteto e Vigneto, Mythos, Ghibli, Atlas e Trekker.

## Stabilimenti Landini
- Fabbrico (RE)
- San Martino in Rio (RE)
- Luzzara (RE)

## Gamma 2011

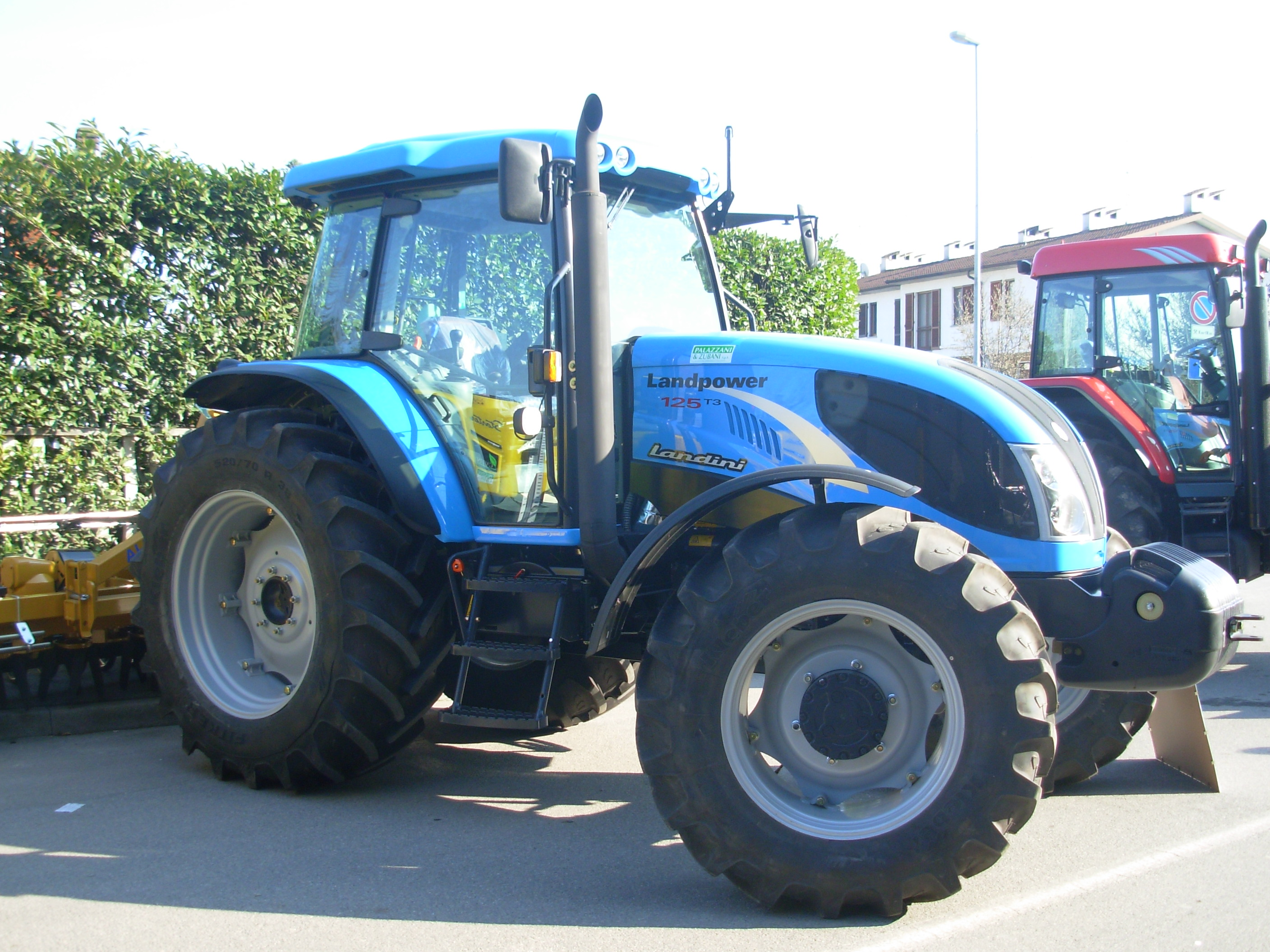
Landini Landpower

- Serie 1 (22-91cv) (In collaborazione con la coreana Daedong)
- Mistral (35,5-54,2cv)
- Alpine (69,5-81,2cv)
- Powerfarm (74-102cv)
- Technofarm (68-74cv)
- Serie 5 H (74-110,2cv)
- Powermondial (101,9-121cv)
- Powermondial Classic (121cv)
- Landpower (117-157cv)
- Serie 7 (145-213cv)
- New Rex (68-110,2cv)
- New Rex V (83cv) Modello per vigneto stretto.
- Powerfarm HC (83-102cv)
- Trekker (cingolato)

## Curiosità
- Nel 2007 il gruppo musicale marchigiano dei Rari Ramarri Rurali ha prodotto un album di canzoni folk in dialetto metaurense intitolato Sol sal Landini (cioè Solo col Landini), contenente il brano Il Landini, nel quale vengono esaltate scherzosamente le qualità del trattore.